# Campeonato Europeo de Biatlón de 2021
El XXVIII Campeonato Europeo de Biatlón se celebró en la localidad de Duszniki-Zdrój (Polonia) entre el 25 y el 31 de enero de 2021 bajo la organización de la Unión Internacional de Biatlón (IBU) y la Federación Polaca de Biatlón.

## Resultados

### Masculino
| Evento                      | Oro                                  | Plata                                     | Bronce                               |
| --------------------------- | ------------------------------------ | ----------------------------------------- | ------------------------------------ |
| 10 km velocidad (29.01)     | Martin Jäger · Suiza · 27:19,2       | Said Jalili · Rusia · 27:26,5             | Johannes Kühn · Alemania · 27:34,5   |
| 20 km individual (27.01)    | Andrejs Rastorgujevs Letonia 51:04,7 | Erlend Bjøntegaard · Noruega · 51:32,2    | Endre Strømsheim · Noruega · 51:46,1 |
| 12,5 km persecución (30.01) | Artem Pryma · Ucrania · 32:11,3      | Michal Krčmář · República Checa · 32:17,9 | Håvard Bogetveit · Noruega · 32:23,8 |

### Femenino
| Evento                    | Oro                                        | Plata                                     | Bronce                                  |
| ------------------------- | ------------------------------------------ | ----------------------------------------- | --------------------------------------- |
| 7,5 km velocidad (29.01)  | Baiba Bendika Letonia 22:00,7              | Karoline Erdal · Noruega · 22:06,4        | Anastasiya Shevchenko · Rusia · 22:10,4 |
| 15 km individual (27.01)  | Monika Hojnisz-Staręga · Polonia · 45:17,1 | Anastasiya Merkushyna · Ucrania · 45:20,0 | Larisa Kuklina · Rusia · 45:32,6        |
| 10 km persecución (30.01) | Kamila Żuk · Polonia · 29:12,7             | Karoline Erdal · Noruega · 29:26,1        | Åsne Skrede · Noruega · 29:28,9         |

### Mixto
| Evento                      | Oro                                                                                        | Plata                                                                                         | Bronce                                                                                    |
| --------------------------- | ------------------------------------------------------------------------------------------ | --------------------------------------------------------------------------------------------- | ----------------------------------------------------------------------------------------- |
| Relevo individual (31.01)   | Alemania · Stefanie Scherer · Justus Strelow · 35:01,6                                     | Francia Caroline Colombo Émilien Claude 35:22,6                                               | Rusia · Larisa Kuklina · Yevgueni Garanichev · 35:28,3                                    |
| Relevos 4 × 6 km km (31.02) | Noruega · Emilie Kalkenberg · Åsne Skrede · Erlend Bjøntegaard · Sivert Bakken · 1:01:23,7 | Alemania · Vanessa Voigt · Marion Deigentesch · Dominic Schmuck · Philipp Nawrath · 1:01:54,4 | Ucrania · Iryna Petrenko · Viktoriya Semerenko · Bohdan Tsymbal · Artem Pryma · 1:02:16,2 |

## Medallero
| Núm. | País            | Oro | Plata | Bronce | Total |
| ---- | --------------- | --- | ----- | ------ | ----- |
| 1    | Letonia         | 2   | 0     | 0      | 2     |
| 1    | Polonia         | 2   | 0     | 0      | 2     |
| 3    | Noruega         | 1   | 3     | 3      | 7     |
| 4    | Alemania        | 1   | 1     | 1      | 3     |
| 4    | Ucrania         | 1   | 1     | 1      | 3     |
| 6    | Suiza           | 1   | 0     | 0      | 1     |
| 7    | Rusia           | 0   | 1     | 3      | 4     |
| 8    | Francia         | 0   | 1     | 0      | 1     |
| 8    | República Checa | 0   | 1     | 0      | 1     |
|      | TOTAL           | 8   | 8     | 8      | 24    |